# Francisco Errasti Goenaga
Francisco Errasti Goenaga (Oñate, Guipúzcoa, 1946) es un economista español, experto en gestión hospitalaria. Ha sido director general de la Clínica Universidad de Navarra (1984-97), y director general del Centro de Investigación Médica Aplicada (CIMA) de la Universidad de Navarra. (2002-2013)

## Biografía
Estudio la enseñanza primaria con los Hermanos Maristas y después en Vitoria en el Colegio del Sagrado Corazón. Se licenció en Ciencias Económicas, Políticas y Comerciales, en la facultad de Ciencias Económicas y Empresariales de la Universidad del País Vasco, Campus de Sarriko (Bilbao).
Comenzó su actividad profesional en el mundo docente como director del colegio Gaztelueta (1974-1981), en Guecho; prosiguiendo como asesor de empresas educativas (1981-1984).
En 1984 se trasladó a Pamplona al ser nombrado director general de la Clínica Universidad de Navarra (1984-97). Poco después fue nombrado Consejero de  Acunsa, una compañía de seguros de asistencia sanitaria (1986-1996), y Presidente del Consejo de Administración de Acunsa (1998-2010)
En 1997 fue nombrado Director del proyecto Biomédico de la Universidad de Navarra (1997-2002), y seguidamente director general del Centro de Investigación Médica Aplicada (CIMA) de la Universidad de Navarra (2002-2013), y director general de la Fundación para la Investigación Médica Aplicada (desde 2013).
En 2011 impulsó el Instituto de Salud Tropical para encontrar soluciones a las enfermedades que afectan a los países más desfavorecidos.
Ha sido miembro de la Junta Rectora y del Patronato del Centro de Investigaciones de Guipúzcoa (1997-2008).

## Premios
- Medalla de Oro de la Universidad de Navarra, el 14 de septiembre de 2012.[2]

## Publicaciones
Además de publicar numerosos artículos de divulgación en la prensa del País Vasco y Navarra, es el autor de las siguientes monografías:
- Introducción a la Economía, Pamplona, Eunsa, 1975, 429 pp.
- Geografía Económica, Salamanca, Anaya, 1975, 310 pp., ISBN: 8420717177.
- Retos actuales de la revolución industrial, Pamplona, Eunsa, 1979, 224 pp., ISBN: 843130586X.
- Principios de gestión sanitaria (e-book), Madrid, Díaz de Santos, 2014, ISBN: 9788499698137.